# Let Us Lead (album)
Let Us Lead – pierwszy studyjny album zespołu Puissance, wydany  w maju 1996 roku.
Wydawcą była wytwórnia Cold Meat Industry. Ukazany na dwóch nośnikach, był limitowany w obu przypadkach (CD do 4000 sztuk a LP do 500 sztuk). Utwór "Dance in the Sulphur Garden" napisany został przez Mattiasa Lundberga, członka zespołu Valkyria. Materiał zawarty na albumie zarejestrowano w studiu Octimonos. Autorami szaty graficznej wkładki są Roger Karmanik i Puissance.

## Lista utworów
1. "Burn the Earth" – 5:08
2. "Control" – 3:20
3. "To Reap the Bitter Crops of Hate" – 6:21
4. "Behold the Valiant Misanthropist" – 6:03
5. "Dance in the Sulphur Garden" – 4:37
6. "March of the Puissant" – 4:15
7. "Global Deathrape" – 5:12
8. "Whrilpool of Flames" – 7:24